# Wie wijst mij de weg in Hilversum?
Wie wijst mij de weg in Hilversum? is een single van Gerard Cox. Het is afkomstig van zijn album Wie wijst Gerard Cox de weg...?. Tevens werd dit nummer gebruikt als leader voor een driedelige serie shows die Gerard Cox in het seizoen 1970-1971 met Rob Touber voor de VARA maakte.
Wie wijst mij de weg in Hilversum? is een cover van Do you know the way to San José? van Burt Bacharach en Hal David. Het werd in 1968 tot hit gezongen door Dionne Warwick.
Meisjes is een cover van Girl talk van Neal Hefti en Bobby Troup. Het was geschreven voor de film Harlow uit 1965 over Jean Harlow. Het was toen nog een instrumentaal bigbandnummer. De tekst kwam er al snel bij en het werd vervolgens meer dan 50 keer gecoverd.
De Nederlandstalige tekst van beide nummers is van de zanger zelf. De begeleiding wordt verzorgd door een orkest onder leiding van Rogier van Otterloo